# 孫喬 (嘉靖癸丑進士)
孫喬（？—？），字子遷，號木斋，湖廣黃州府蘄州廣濟縣人，軍籍，明朝政治人物。

## 生平
嘉靖二十五年（1546年）丙午科湖廣鄉試第四十二名舉人。嘉靖三十二年（1553年）中式癸丑科會試第三百六十四名，三甲第一百零五名進士。吏部观政，起复授户部主事，卒。

## 家族
曾祖孫景桂，壽官；祖父孫英，知縣；父孫萬善，母陳氏。弟孫高（生员）。